# Andrena doursana
Andrena doursana là một loài Hymenoptera trong họ Andrenidae. Loài này được Dufour mô tả khoa học năm 1853.